# Alexandru G. Golescu

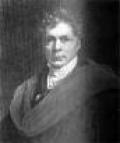
Alexandru G. Golescu

Alexandru G. Golescu (Boekarest, 1819 - Rusănești, 15 augustus 1881) was een Roemeens publicist en politicus.

## Achtergrond en opleiding
Alexandru Golescu stamde uit de bojaren (adellijke) familie Golescu. Hij was de neef van de broers Nicolae en Ștefan. Alexandru G. Golescu wordt veelal Alexandru G. Golescu Negru (Alexandru G. Golescu de Zwarte) genoemd om hem te onderscheiden van zijn familielid en medeactivist Alexandru C. Golescu, bijgenaamd Albu (De Witte).
Alexandru Golescu studeerde aan het Sint Savacollege en daarna werktuigbouwkunde aan de École d'Arts et Métiers in Parijs. Hij keerde als ingenieur terug naar het vorstendom Walachije.
In Walachije was Golescu medeoprichter van het Frățiagenootschap, een soort vrijmetselaarsorde voor radicale nationalisten. Van het Frățiagenootschap waren naast Alexandru Golescu Nicolae Bălcescu, Ion Ghica en Christian Tell medeoprichters. Het Frățiagenootschap was bedoeld als geheim oppositie genootschap tegen prins Gheorghe Bibescu van Walachije. In 1845 keerde Golescu naar Parijs terug en werd er lid van een genootschap van revolutionaire Roemeense studenten.

## Politieke carrière
Alexandru Golescu nam deel aan de Walachijse Revolutie van 1848 en was een van de leden van het Revolutionaire Comité dat rond het Frățiagenootschap was opgericht. Hij was secretaris van de Prinselijke Raad, de voorlopige regering onder metropoliet Neofit II. Hij reisde naar Frankrijk om de voorlopige regering van de Tweede Franse Republiek om steun tegen het Osmaanse Rijk en het keizerrijk Rusland. Golescu bemiddelde ook, zij het grotendeels onsuccesvol, tussen de Hongaarse revolutionaire regering onder Lajos Kossuth en de Transsylvaanse troepen onder Avram Iancu.
Tot 1856 leefde Golescu in ballingschap, maar keerde toen, tijdens de Krimoorlog, naar Walachije terug. In Walachije voerde hij campagne voor de vereniging van Walachije en Moldavië onder één vorst. In 1858 werd hij in de kiesraad opgenomen om een prins voor Walachije en Moldavië te kiezen. Hij steunde de kandidatuur van Alexander Johan Cuza die in 1859 tot domnitor (vorst) van de Verenigde Donauvorstendommen (vereniging van Walachije en Moldavië) werd gekozen. Van 11 oktober 1859 tot 28 mei 1860 was Golescu minister van Onderwijs en Cultuur. Hij keerde zich, net als andere leidende liberalen en conservatieven tegen het autocratische bewind van domnitor Alexander Johan Cuza en nam deel aan het complot tegen de vorst. Op 23 februari 1866 werd de vorst ten val gebracht en korte tijd hierna kwam de Duitse prins Karl van Hohenzollern-Sigmaringen onder de naam Domnitor Carol I op de troon. Hierna werd Golescu naar Constantinopel gestuurd om de verkiezing van Carol I officieel mede te delen aan de sultan.
Van 16 november 1868 tot 16 januari 1870 was hij minister van Cultuur en Financiën. Van 14 februari 1870 tot 1 mei 1870 was hij voor korte tijd premier en minister van Buitenlandse Zaken.
Alexandru G. Golescu was ook jarenlang lid van het Roemeense parlement en senator. In 1875 werd hij lid van de Nationaal-Liberale Partij (PNL) en haar uitvoerende comité.
Alexandru Golescu overleed op 15 augustus 1881 op zijn landgoed in Rusănești, District Olt.